# 劉禮讓
劉禮讓（14世紀—15世紀），名遜，字禮讓，以字行，號培模，江西吉安府廬陵縣裴溪人，明朝政治人物。

## 生平
劉禮讓是永樂十二年（1414年）甲午科舉人，十六年（1428年）成進士，獲授刑部主事，陞郎中，奉命督理江淮，兼管漕船，往來必定給與方便，沒有收受賄賂，而聽訟細心也不苛求，為官二十多年清白入初，在淮上去世，士民都哀痛地思念他的賢行。

## 引用
1. 1 2  同治《廬陵縣志·卷二十九·人物志》：劉禮讓，名遜，以字行，裴溪人，永樂戊戌進士，授刑部主事，遷為郎中，奉命督江淮兼理漕船，往來必究其便，公私無虧，聽訟無微不察，亦不事苛細，宦途二十餘年清白端嚴，卒於淮上，士民悲思其賢。
2. ↑  同治《廬陵縣志·卷二十二·選舉志》：鄉舉……明……（永樂）十二年甲午……劉禮讓 培模，西溪人，見進士
3. ↑  同治《廬陵縣志·卷二十·選舉志》：進士……明……（永樂）十六年戊戌科李騏榜……劉禮讓 培模，西溪人，刑部郎中，有傳